# Polyonymus caroli
O cometa-de-cauda-bronzeada, beija-flor-de-cauda-bronzeada ou colibri-cometa-bronze  Polyonymus caroli é uma espécie de ave da família Trochilidae (beija-flores).
Apenas pode ser encontrada no Peru.